# Праздники Ливии
Нерабочие праздничные дни в Ливии — дополнительные выходные дни для рабочего населения, связанные с праздниками.

## Список национальных праздников Ливии периода Джамахирии
- 2 марта — День провозглашения Джамахирии (1977 г.)
- 28 марта — День эвакуации английских военных баз (1970 г.)
- 11 июня — День эвакуации американских баз (1970 г.)
- 1 сентября — День Великой Сентябрьской революции (1969 г.) — 1 сентября 1969 года — свержение короля Ливии Идриса I группой офицеров ливийской армии, входивших в организацию «Движение свободных офицеров юнионистов-социалистов», во главе с капитаном Муаммаром Каддафи. Провозглашение Ливийской Арабской Республики (ЛАР).
- 24 декабря — День независимости Ливии (1951 г.) — 24 декабря 1951 года Ливия объявила о своей независимости, став первым арабским государством, получившим независимость по решению ООН (резолюцией Генеральной Ассамблеи ООН от 21 ноября 1949 года), и одним из первых независимых африканских государств.

## Список национальных праздников Ливии после периода Джамахирии
- 17 февраля - Революция 17 февраля - Начало гражданской войны в Ливии в 2011 году.
- 1 мая - Праздник труда - Празднование достижений рабочих.
- 16 сентября - День мучеников - День памяти ливийцев, погибших или беженцев в колониальный период и в ходе революции 17 февраля
- 23 октября - День свободы - День освобождения от правительства Каддафи, провозглашённой 23 октября 2011 года.
- 26 октября - День траура.
- 24 декабря — День независимости Ливии (1951 г.)

Список мусульманских праздников, дата которых ежегодно меняется:
- Ашура - у шиитов день поминовения имама Хусейна.
- Рамадан - девятый месяц мусульманского (лунного) календаря.
- Маулид ан-Наби - празднование дня рождения пророка Мухаммада.
- Ураза-байрам - исламский праздник, отмечаемый в честь окончания поста в месяц Рамадан в первый день месяца шавваль.
- Курбан-байрам - исламский праздник окончания хаджа.